# Kreis Dâmbovița

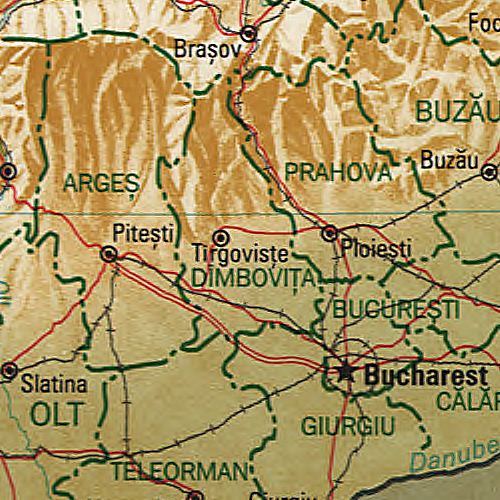
Karte des Kreises Dâmbovița

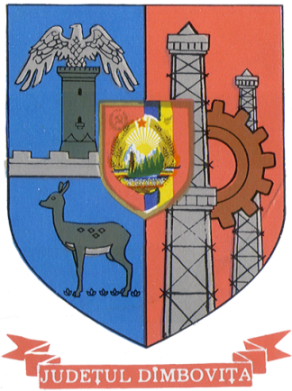
Wappen des Kreises Dâmbovița, zur Zeit des Realsozialismus

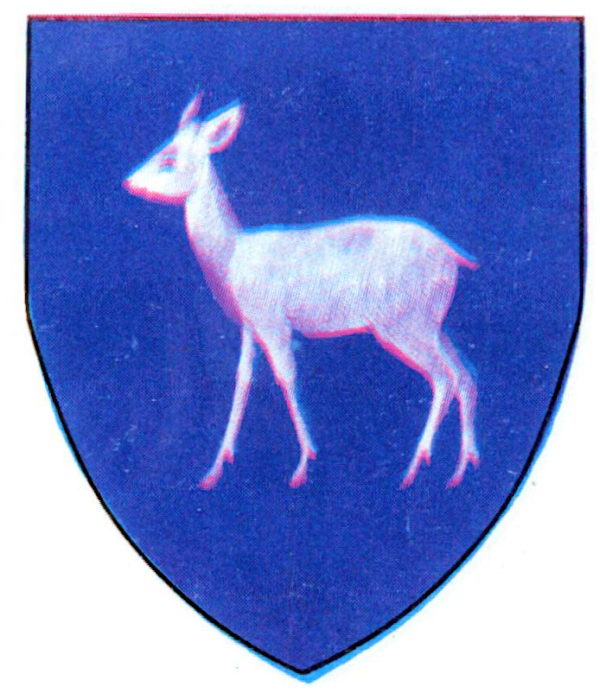
Wappen des Kreises Dâmbovița, in der Zwischenkriegszeit

Dâmbovița [ˈdɨmbovitsa] (Ausspracheⓘ) ist ein rumänischer Kreis (Județ) in der Region Walachei mit der Kreishauptstadt Târgoviște. Seine gängige Abkürzung und das Kfz-Kennzeichen sind DB.
Der Kreis Dâmbovița grenzt im Norden an den Kreis Brașov, im Osten an den Kreis Prahova, im Südosten an den Kreis Ilfov, im Süden an die Kreise Giurgiu und Teleorman und im Westen an den Kreis Argeș.

## Demographie
Am 20. Oktober 2011 hatte der Kreis Dâmbovița 518.745 Einwohner und somit eine Bevölkerungsdichte von 127 Einwohnern pro km².

## Geographie
Der Kreis hat eine Gesamtfläche von 4054 km², dies entspricht 1,70 % der Fläche Rumäniens. Im Süden der Südkarpaten (Carpații Meridionali) gelegen, erstreckt er sich zum Teil in die Große Walachei (Muntenia) aus. Das Territorium des Kreises Dâmbovița wird durchquert vom Fluss Ialomița; den Süden durchquert – in südöstliche Richtung – der Fluss Argeș (Argisch).

## Städte und Gemeinden
Der Kreis Dâmbovița besteht aus offiziell 375 Ortschaften. Davon haben sieben den Status einer Stadt, 82 den einer Gemeinde und die übrigen sind administrativ den Städten und Gemeinden zugeordnet.

### Größte Orte
| Stadt/Gemeinde              | Einwohner |
| --------------------------- | --------- |
| Târgoviște (dt. Tergowisch) | 66.965    |
| Moreni                      | 15.472    |
| Pucioasa                    | 12.953    |
| Găești                      | 12.583    |
| Titu                        | 09.291    |
| Dragomirești                | 08.835    |
| Crevedia                    | 08.811    |
| Potlogi                     | 08.739    |
| Răzvad                      | 08.729    |
| Corbii Mari                 | 08.298    |
| Cojasca                     | 08.025    |
| Băleni                      | 07.734    |
| Ion Luca Caragiale          | 06.920    |
|                             |           |
| Gura Ocniței                | 06.657    |
| Fieni                       | 06.378    |
| Răcari                      | 06.306    |
| (Stand: 1. Dezember 2021)   |           |